# 塔斯马尼亚奥腹菌
塔斯马尼亚奥腹菌（学名：Octaviania tasmanica）是属于牛肝菌目牛肝菌科奥腹菌属的一种担子菌。该种分布于中国、澳大利亚、新西兰、欧洲、北美洲。